# Hrdibořice
Hrdibořice är en ort i Tjeckien.   Den ligger i regionen Olomouc, i den östra delen av landet, 210 km öster om huvudstaden Prag. Hrdibořice ligger 215 meter över havet och antalet invånare är 244.
Terrängen runt Hrdibořice är platt.Runt Hrdibořice är det ganska tätbefolkat, med 93 invånare per kvadratkilometer. Närmaste större samhälle är Olomouc, 13,2 km norr om Hrdibořice. Trakten runt Hrdibořice består till största delen av jordbruksmark.